# Підгорний (Шелаболіхинський район)
Підго́рний (рос. Подгорный) — селище у складі Шелаболіхинського району Алтайського краю, Росія. Входить до складу Крутішинської сільської ради.

## Населення
Населення — 321 особа (2010; 370 у 2002).
Національний склад (станом на 2002 рік):
- росіяни — 99 %